# ماریکا برگمن-لوندین
ماریکا برگمن-لوندین (انگلیسی: Marika Bergman-Lundin؛ زادهٔ ۱۲ ژوئیهٔ ۱۹۹۹) بازیکن فوتبال اهل سوئد است.
وی همچنین در تیم ملی فوتبال Sweden U19 بازی کرده‌است.